# Satanas gigas
Satanas gigas là một loài ruồi trong họ Asilidae. Satanas gigas được Eversmann miêu tả năm 1855. Loài này phân bố ở vùng Cổ Bắc giới.